# Capitole de l'État du Connecticut
Le Capitole du Connecticut, situé à Hartford, est achevé en 1878.
Le Capitole de l’État du Connecticut est situé au nord de Capitol Avenue et au sud de Bushnell Park à Hartford, la capitale du Connecticut. Le bâtiment abrite l’Assemblée générale du Connecticut ; la chambre haute, le Sénat de l’État, et la chambre basse, la Chambre des représentants, ainsi que le bureau du gouverneur de l’État du Connecticut. La Cour suprême du Connecticut occupe un bâtiment (construit entre 1908 et 1910) de l’autre côté de Capitol Avenue.